# Covas do Douro
Covas do Douro es una freguesia portuguesa del concelho de Sabrosa, con 19,6 km² de superficie y 1146 habitantes (2001). Su densidad de población es de 28,5 hab/km².